# AC-1
Atlantic Crossing 1 (AC-1) is een onderzeekabelsysteem van optische vezels dat de Verenigde Staten met drie Europese landen verbindt. De kabel ligt er sinds 1998-1999.
De kabels komen aan land in:
1. Shirley, Verenigde Staten
2. Whitesands, Verenigd Koninkrijk
3. Sylt, Duitsland
4. Beverwijk, Nederland

De keuze voor de aaneenschakeling van deze landen was bedoeld om een aantal van de grootste economieën van het westelijk halfrond met elkaar te verbinden. In 1998 en 1999 stond de VS namelijk op één in de wereldranglijst, Duitsland op drie, het Verenigd Koninkrijk op vier en Nederland op de vijftiende plaats.
Uit documenten vrijgegeven door klokkenluiderssite Wikileaks blijkt dat de Verenigde Staten het punt in Beverwijk zien als kritiek punt in een logistieke schakel.